# Libânia do Carmo Galvão Mexia Telles de Albuquerque
Libânia do Carmo Galvão Mexia Telles de Albuquerque, in religione Maria Clara di Gesù Bambino  (Amadora, 15 giugno 1843 – Lisbona, 1º dicembre 1899), è stata una religiosa portoghese, fondatrice delle suore Francescane Ospedaliere dell'Immacolata Concezione. È stata beatificata nel 2011.

## Biografia
Nata da una famiglia aristocratica, dopo la morte della madre venne affidata all'Asilo Real de Ajuda e, dopo l'espulsione dal Portogallo delle suore che lo gestivano, fu accolta in casa di alcuni suoi parenti, i marchesi di Valeda.
Sentendosi chiamata alla vita religiosa, iniziò a lavorare come insegnante in un pensionato gestito da suore. Nel 1869 entrò nel terz'ordine francescano prendendo l'abito cappuccino e assumendo il nome di Maria Chiara del Bambin Gesù.
Nel pensionato di São Patrício di Lisbona entrò in contatto con il sacerdote Raimundo dos Anjos Beirão, che progettava di fondare una nuova congregazione per l'assistenza ai bisognosi.
Per la situazione politica portoghese, ostile alle congregazioni religiose, nel 1870 si trasferì in Francia per compiere il noviziato presso le francescane missionarie di Calais: tornò in patria nel 1871 e, nel pensionato di São Patrício, diede inizio alla congregazione delle Francescane Ospedaliere dell'Immacolata Concezione.
La sua congregazione si diffuse rapidamente in Portogallo e nei suoi possedimenti d'oltremare. La fondatrice si spense nel 1899.

## Il culto
Papa Benedetto XVI l'ha riconosciuta venerabile il 6 dicembre 2008 e il 10 dicembre 2010 ha decretato l'autenticità di un miracolo attribuito alla sua intercessione, consentendone la beatificazione.
Il rito di beatificazione, presieduto dal cardinale Angelo Amato, è stato celebrato il 21 maggio 2011 nello stadio do Restelo, a Lisbona. Il suo elogio si legge nel Martirologio romano al 1º dicembre.
Le spoglie di Maria Clara di Gesù Bambino riposano nella Casa Generalizia delle Francescane Ospedaliere, a Linda-a-Pastora, vicino a Lisbona.